# Pedro Albéniz

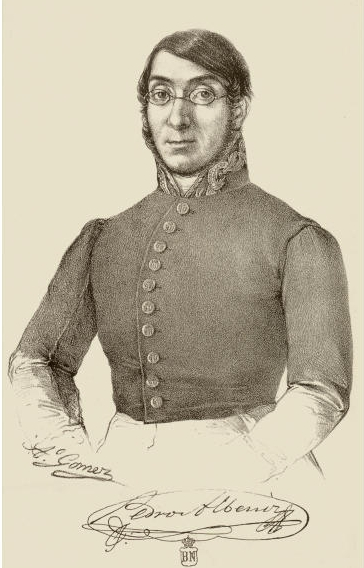
Pedro Albéniz

Pedro Albéniz (* 14. April 1795 in Logroño; † 12. April 1855 in Madrid) war ein spanischer Pianist und Komponist. Er ist nicht verwandt mit Isaac Albéniz. Albeniz gilt als der Begründer des modernen Klavierspiels in Spanien.

## Biografie
Pedro Albéniz begann seine Studien mit seinem Vater, Mateo Albéniz, einem bedeutenden Kirchenmusiker in Spanien. Dieser förderte sein Studium in Paris, wo Pedro von Kalkbrenner und Henri Herz unterrichtet wurde. Er erhielt auch musikalischen Rat von Gioachino Rossini.
Nachdem er kurze Zeit als Organist in der Kirche der Santa María sowie als Kapellmeister in San Sebastian wirkte, wurde er 1830 Professor für Klavier am Konservatorium von Madrid. 1834 wurde er Klavierlehrer von Königin Isabella.